# Ajurveda
Ajurveda (ili  Ayurveda) je sustav tradicionalne medicine, koja potječe iz Indije. U drugim dijelovima svijeta, oblik je alternativne medicine, ili medicine iscjeljivanja. Daje jednaku važnost fizičkom i mentalnom zdravlju.
Riječ ayurveda je u sastavljena iz sanskrtske "āyus", što znači  "život" i "veda", - "znanost". Prva ajurvedska literatura se je pojavila u vedskoj dobi u Indiji.

## Vanjske poveznice
- Ajurveda - najstariji poznati medicinski sustav  Arhivirana inačica izvorne stranice od 9. travnja 2010. (Wayback Machine)